# Seznam výzbroje rakouské armády
Seznam výzbroje rakouské armády je seznam vojenského vybavení rakouské armády. 

## Pěchotní zbraně
| Název                      | Fotografie | Původ              | Určení                  | Verze   | Poznámky                                                         |
| Pistole                    | Pistole    | Pistole            | Pistole                 | Pistole |                                                                  |
| -------------------------- | ---------- | ------------------ | ----------------------- | ------- | ---------------------------------------------------------------- |
| Glock 17                   |            | Rakousko           | poloautomatická pistole |         | standardní pistole                                               |
| Glock 26                   |            | Rakousko           | poloautomatická pistole |         |                                                                  |
| Útočné pušky               |            |                    |                         |         |                                                                  |
| Steyr AUG                  |            | Rakousko           | útočná puška            |         | standardní útočná puška                                          |
| Samopaly                   |            |                    |                         |         |                                                                  |
| Steyr TMP                  |            | Rakousko           | samopal                 |         | ve výzbroji speciálních sil (Jagdkommando)                       |
| FN P90                     |            | Belgie             | samopal                 |         | ve výzbroji speciálních sil                                      |
| Odstřelovací pušky         |            |                    |                         |         |                                                                  |
| Steyr HS .50               |            | Rakousko           | velkorážní puška        |         |                                                                  |
| Barrett M82                |            | USA                | velkorážní puška        |         |                                                                  |
| Barrett M95                |            | USA                | velkorážní puška        |         |                                                                  |
| Steyr SSG 69               |            | Rakousko           | odstřelovací puška      |         |                                                                  |
| Steyr SSG 08               |            | Rakousko           | odstřelovací puška      |         |                                                                  |
| Brokovnice                 |            |                    |                         |         |                                                                  |
| Remington Model 870        |            | USA                | brokovnice              |         |                                                                  |
| Kulomety                   |            |                    |                         |         |                                                                  |
| FN MAG                     |            | Belgie             | lehký kulomet           |         |                                                                  |
| MG 3                       |            | Německo            | univerzální kulomet     | MG 74   | Používán na tancích Leopard 2A4, BVP Ulan a helikoptérách UH-60. |
| M2 Browning                |            | USA                | těžký kulomet           | üsMG M2 |                                                                  |
| Pancéřovky                 |            |                    |                         |         |                                                                  |
| M72 LAW                    |            | USA                | pancéřovka              |         |                                                                  |
| Panzerfaust 3              |            | Německo            | pancéřovka              |         |                                                                  |
| Carl Gustav                |            | Švédsko            | pancéřovka / tarasnice  |         |                                                                  |
| Protitankové řízené střely |            |                    |                         |         |                                                                  |
| RBS 56 BILL                |            | Švédsko            | PTŘS                    |         |                                                                  |
| Minomety                   |            |                    |                         |         |                                                                  |
| Hirtenberger M6C-210       |            | Rakousko           | 60mm minomet            |         |                                                                  |
| L16                        |            | Spojené království | 81mm minomet            |         |                                                                  |
| GrW 86                     |            | Rakousko           | 120mm minomet           |         |                                                                  |

## Dělostřelectvo
| Zbraňový systém       | Fotografie            | Původ                 | Určení                | Verze                 | Počet                 | Poznámky              |
| Dělostřelecké systémy | Dělostřelecké systémy | Dělostřelecké systémy | Dělostřelecké systémy | Dělostřelecké systémy | Dělostřelecké systémy | Dělostřelecké systémy |
| --------------------- | --------------------- | --------------------- | --------------------- | --------------------- | --------------------- | --------------------- |
| M109                  |                       | USA                   | samohybné dělo        |                       | 32                    |                       |

## Protivzdušná obrana
| Zbraňový systém     | Fotografie          | Původ               | Určení               | Verze               | Počet               | Poznámky            |
| Protivzdušná obrana | Protivzdušná obrana | Protivzdušná obrana | Protivzdušná obrana  | Protivzdušná obrana | Protivzdušná obrana | Protivzdušná obrana |
| ------------------- | ------------------- | ------------------- | -------------------- | ------------------- | ------------------- | ------------------- |
| Escorter 35         |                     | Švédsko             | protiletadlový kanón |                     | 12                  |                     |
| Mistral             |                     | Francie             | MANPADS              |                     | 76                  |                     |

## Obrněná vozidla
| Vozidlo                | Fotografie   | Původ           | Určení                 | Verze        | Počet        | Poznámky     |
| Bojové tanky           | Bojové tanky | Bojové tanky    | Bojové tanky           | Bojové tanky | Bojové tanky | Bojové tanky |
| ---------------------- | ------------ | --------------- | ---------------------- | ------------ | ------------ | ------------ |
| Leopard 2              |              | Západní Německo | hlavní bojový tank     | Leopard 2A4  | 56           |              |
| Obrněné transportéry   |              |                 |                        |              |              |              |
| Pandur I Pandur EVO    |              | Rakousko        | obrněný transportér    |              | 71 64        |              |
| Bojová vozidla pěchoty |              |                 |                        |              |              |              |
| ASCOD/Ulan             |              | Rakousko        | bojové vozidlo pěchoty | Ulan         | 112          |              |
| Obrněná vozidla        |              |                 |                        |              |              |              |
| Iveco LMV              |              | Itálie          | lehké obrněné vozidlo  |              | 172          |              |
| Dingo 2                |              | Německo         | lehké obrněné vozidlo  |              | 91           |              |
| Speciání tanky         |              |                 |                        |              |              |              |
| Bergepanzer M88        |              | USA             | vyprošťovací tank      | M88A1        | 10           |              |
| Bergepanzer Greif      |              | Rakousko        | vyprošťovací tank      |              | 39           |              |
| Pionierpanzer A1       |              | Rakousko        | vyprošťovací tank      |              | 19           |              |